# Makoto Shibahara
Makoto Shibahara (柴原 誠 Shibahara Makoto?), född 23 april 1992 i Shizuoka prefektur, är en japansk fotbollsspelare.
Shibahara började sin karriär 2011 i Shimizu S-Pulse. 2013 flyttade han till FC Gifu. Efter FC Gifu spelade han för Fukushima United FC. Han avslutade karriären 201.